# Katedra Świętego Szczepana w Szkodrze
Katedra Świętego Szczepana (alb. Katedralja e Shen Shtjefnit) – rzymskokatolicka katedra archidiecezji Szkodra-Pult w Szkodrze, w Albanii. 
Zgodę na wybudowanie świątyni katolickiej w Szkodrze wyraził sułtan Abdülmecid I w 1851 r. Projekt opracował jeden z austriackich architektów, ale z uwagi na brak środków zwlekano z rozpoczęciem budowy. Rozpoczęto ją 7 kwietnia 1851 r., w obecności ówczesnego gubernatora Szkodry - Ali paszy. Budowę ukończono w 1898, a katedrę nazywano Kisha e Madhe (Wielka Świątynia). W tym czasie była największą katedrą na Bałkanach. Kościół doznał poważnych zniszczeń w czasie wojen bałkańskich. W czasie oblężenia Szkodry przez oddziały czarnogórskie, ludność miasta schroniła się w świątyni licząc na to, że nie będzie bombardowana. Jednak ostrzał artyleryjski nie oszczędził obiektu. Zniszczona została południowo-wschodnia część katedry, w dzwonnicy wybuchł pożar.
Po roku 1967 została zamieniona na halę sportową. Wewnątrz odbywały się mecze koszykówki i siatkówki. Przy oknach umieszczono miejsca dla widzów (widownię). W 1991 katedra została odrestaurowana przez włoskich specjalistów. Ponownie otwarta dla wiernych 7 marca 1991, zaś pierwszą mszę odprawił późniejszy biskup Zef Simoni, w obecności Matki Teresy z Kalkuty. 25 kwietnia 1993 r. w czasie mszy w świątyni papież Jan Paweł II konsekrował czterech nowych biskupów.